# Wojciech Kręcisz
Wojciech Ryszard Kręcisz (ur. 23 lutego 1967 w Lublinie) – polski prawnik konstytucjonalista i administratywista, doktor nauk prawnych, sędzia Naczelnego Sądu Administracyjnego, od 2014 do 2020 członek Państwowej Komisji Wyborczej.

## Życiorys
W 1992 ukończył z wynikiem bardzo dobrym studia na Wydziale Prawa i Administracji Uniwersytetu Marii Curie-Skłodowskiej w Lublinie. W 1994 po odbyciu aplikacji zdał egzamin sędziowski. W 2007 ukończył też w Polskiej Akademii Nauk studia podyplomowe dla sędziów z zakresu prawa europejskiego. W 1997 obronił pracę doktorską pt. Status prawny posła do Izby Gmin w Wielkiej Brytanii w Katedrze Prawa Konstytucyjnego UMCS, został następnie adiunktem w Instytucie Administracji i Prawa Publicznego na macierzystym wydziale. Autor kilkudziesięciu publikacji naukowych.
Od 1999 był sędzią Sądu Rejonowego w Kraśniku, następnie w 2003 przeszedł do Sądu Rejonowego w Lublinie. Od 2004 do 2009 był asesorem sądowym w Wojewódzkim Sądzie Administracyjnym w Lublinie, w 2008 zostając pełnoprawnym sędzią WSA. Od 1 września 2011 delegowany do orzekania w Izbie Gospodarczej Naczelnego Sądu Administracyjnego. 4 września 2013 został sędzią Izby Gospodarczej NSA.
4 grudnia 2014 został wybrany na członka Państwowej Komisji Wyborczej. Zakończył pełnienie funkcji z dniem 20 stycznia 2020.